# Victor Barker
Pour les articles homonymes, voir Barker et Arkell.
Victor Barker, né Lillias Irma Valerie Barker, né le 27 août 1895 et mort le 18 février 1960, appelé Valerie Arkell-Smith après son mariage, ou également John Hill et Geoffrey Norton, est un homme transgenre et female husband connu pour avoir épousé une femme. Il était officier du National Fascisti, ainsi qu'un criminel condamné.

## Biographie
Barker est né Lillias Irma Valerie Barker le 27 août 1895 à Saint Clement sur l'île anglo-normande de Jersey. Ses parents sont Thomas William Barker, fermier et architecte, et Lillias Adelaide Hill. La famille a déménagé dans le Surrey en 1899.
En avril 1918, Barker épouse un Australien, le lieutenant Harold Arkell Smith, à Milford, Surrey. Le mariage ne dure qu'une courte période et le mari retourne en Australie au début de l'année suivante. Le 26 août 1918, Barker s'enrôle comme membre de la Women's Royal Air Force (Première guerre mondiale) (en). Après la guerre, Barker emménage avec Ernest Pearce-Crouch, également de la Force impériale australienne ; le couple a un garçon et une fille. Après avoir déménagé dans une ferme à Climping près de Littlehampton, West Sussex, Barker commence à s'habiller de manière plus masculine.

## Mariage
Barker quitte Pearce-Crouch en 1923 et commence une relation avec Elfrida Emma Haward. Bien que Barker se présente comme une femme lorsque Haward le rencontre pour la première fois, Barker écrit qu'il lui avait dit qu'il était« un homme qui avait été blessé pendant la guerre; que j'étais vraiment un homme agissant en tant que femme pour des raisons familiales. J'ai trouvé une excuse pour dire que c'était le souhait de ma mère, et elle y a cru. ». Le couple a commencé à vivre au Grand Hôtel de Brighton. À ce moment-là, Barker commence à utiliser le nom de Sir Victor Barker. Le 14 novembre 1923, Barker et Haward se marient à l'église St Peter de Brighton, ce qui a ensuite été jugé comme un mariage illégal.

## Fascisme
En 1926, alors qu'il vit à Londres, Barker reçoit une lettre adressée à un homonyme, un autre colonel également nommé Barker, l'invitant à rejoindre le National Fascisti. Barker répond à la lettre mal adressée par un «pourquoi pas», estimant que l'appartenance à ce qui était un groupe réputé pour son machisme l'aiderait à se faire passer pour un homme. Il vit au siège du National Fascisti à Earl's Court où il travaille comme secrétaire du chef du groupe Henry Rippon Seymour, s'engageant également dans la formation de jeunes membres à la boxe et à l'escrime. Barker s'implique dans le genre d'interventions brutales qui sont devenues la marque de fabrique du groupe et indique : « j'avais l'habitude de sortir avec les garçons à Hyde Park et nous avions de nombreuses disputes avec les Reds ». Le fait qu'il ait été assigné femme à la naissance n'a jamais été relevé par ses confrères.
En 1927, il est traduit en justice devant l'Old Bailey pour possession d'un faux certificat d'arme à feu après que Rippon Seymour, fondateur du National Fascisti, ait fait feu avec le revolver de Barker sur un autre membre, Charles Eyres, dans un différend à propos des fonds du parti. Le colonel Barker est déclaré non coupable et quitte le groupe peu après le procès.

## Faillite et prison
En tant que Leslie Ivor Victor Gauntlett Bligh Barker, propriétaire d'un restaurant, il fait faillite en 1928. L'avis de la London Gazette est modifié quelques mois plus tard pour indiquer le nom de « Lillias Irma Valerie Arkell-Smith ... communément connu sous le nom de Leslie Ivor Victor Gauntlett Bligh Barker ».
En 1929 Elfrida Haward publie dans le Sunday Express un article intitulé My Story by the Man-Woman’s Wife, où elle révèle sa vie passée avec Barker.
En 1929, Barker est arrêté au Regent Palace Hotel de Londres pour outrage au tribunal car il n'a pas comparu dans le cadre de la procédure de faillite. Barker est détenu à la prison de Brixton avant d'être transféré dans une prison pour femmes, Holloway.
Il est finalement accusé et reconnu coupable d'avoir fait une fausse déclaration sur un certificat de mariage. Le juge, Sir Ernest Wild, Recorder de Londres, le condamne à neuf mois de prison pour parjure ; Wild déclare que Barker a «profané la maison de Dieu». Après avoir été libéré de Holloway, Barker déménage à Henfield, West Sussex, où il vit sous le nom de John Hill. Là-bas, en 1934, il est arrêté pour vol et acquitté. En 1937, alors qu'il est employé comme domestique à Londres, il plaide coupable de vol et est condamné à une amende.
Plus tard, il écrit sur sa vie dans des journaux et magazines populaires. En tant que colonel Barker, il apparait dans une émission parallèle à Blackpool intitulée On a Strange Honeymoon dans les années 1930,.

## Décès
Il meurt dans l'oubli, sous le nom de Geoffrey Norton, le 18 février 1960. L'avis d' homologation fait référence à Lillias Irma Valerie Arkell-Smith ou Geoffrey Norton, femme mariée, avec une adresse à Kessingland, Suffolk.

## Héritage
DH Lawrence, dans l'essai À propos of Lady Chatterley's Lover (1929), cite le colonel Barker, à savoir que « sa pauvre femme pensait qu'elle était mariée normalement et heureusement à un vrai mari », comme exemple d'ignorance sur le sexe.
L'histoire des nombreuses vies de Barker est racontée dans Colonel Barker's Monstrous Regiment de Rose Collis, Virago 2001.
Le musée et centre d'histoire de Brighton a mentionné Barker en février 2006, dans le cadre des célébrations du mois LGBT en Angleterre.
The Perfect Gentleman l'un des textes de Queers: Eight Monologues (2017), dirigé par Mark Gatiss, est basé sur Barker.
Dans Female Masculinity (1998), Jack Halberstam écrit que Barker représente « le début de l'émergence d'une identité transsexuelle ».